# Chiayi (xiàn)
Chiayi of Jiayi is een arrondissement (xiàn) in Taiwan.
Chiayi telde in 2000 bij de volkstelling 552.749 inwoners op een oppervlakte van 1902 km².